# Châteauvieux-les-Fossés
Châteauvieux-les-Fossés település Franciaországban, Doubs megyében. Lakosainak száma 9 fő (2022. január 1.). Châteauvieux-les-Fossés Vuillafans, Amathay-Vésigneux, Montgesoye és Longeville községekkel határos.

## Népesség
A település népességének változása:
| Lakosok száma | 15   | 14   | 9    | 8    | 12   | 12   | 13   | 11   | 10   | 9    |
|               | 1968 | 1982 | 1990 | 2006 | 2013 | 2015 | 2017 | 2019 | 2020 | 2022 |